# Wiesen östlich und westlich Unterlauter b. Coburg
Wiesen östlich und westlich Unterlauter b. Coburg este o arie protejată (arie specială de conservare — SAC, sit de importanță comunitară — SCI) din Germania întinsă pe o suprafață de 72,44 ha, integral pe uscat.

## Localizare
Centrul sitului Wiesen östlich und westlich Unterlauter b. Coburg este situat la coordonatele 50°18′08″N 10°59′42″E / 50.3022°N 10.995°E.

## Înființare
Situl Wiesen östlich und westlich Unterlauter b. Coburg a fost declarat sit de importanță comunitară în noiembrie 2004 pentru a proteja 2 specii de animale. Situl a fost protejat și ca arie specială de conservare în aprilie 2016.

## Biodiversitate
Situată în ecoregiunea continentală, aria protejată conține 1 habitat natural: Fânețe de joasă altitudine (Alopecurus pratensis, Sanguisorba officinalis).
La baza desemnării sitului se află mai multe specii protejate de  nevertebrate (2): phengaris nausithous (Maculinea nausithous), Vertigo angustior.